# Protonaveta von Son Olivaret
Die Protonaveta von Son Olivaret ist ein bronzezeitlicher Grabbau auf der Balearischen Insel Menorca. Sie ist eines der besterhaltenen Exemplare dieser sowohl zeitlich als auch nach ihren architektonischen Merkmalen zwischen Dolmen und Navetas einzuordnenden Megalithbauten, die der Kollektivbestattung dienten.

## Lage
Die Fundstätte befindet sich 6,5 km südlich von Ciutadella auf einem Militärgelände, etwa 100 m nordwestlich der Me-24 nach Cap d’Artrutx. Die Reste der talayotischen Siedlung Son Olivaret Nou befinden sich 1350 m nordöstlich.

## Beschreibung
Die Protonaveta besitzt einen nahezu runden Grundriss mit einer äußeren Wand aus großen Steinen. Im Inneren befindet sich eine ovale Kammer, die über einen kurzen Gang von außen erreicht werden kann. Zur Stabilisierung befindet sich zwischen der inneren und der äußeren, eine dritte Wand. Die Zwischenräume sind mit kleineren Steinen aufgefüllt. Das Dach stürzte schon in prähistorischen Zeiten ein und ist nicht erhalten. Der Bau war ursprünglich mit Erde bedeckt und hatte die Form eines halbkugelförmigen Hügels.
Grabungen des Museu de Menorca von 2003 bis 2005 förderten die stark fragmentierten Knochen von mindestens 128 Menschen zu Tage. Es zeigte sich, dass sie aus zwei Nutzungsphasen stammen. Die erste lag in der frühen Bronzezeit und dauerte von 1600 v. Chr. bis etwa 1050 v. Chr. Sie fällt mit der Periode zusammen, als auf Mallorca und Menorca Naviformes errichtet wurden, doppelwandige Wohngebäude mit langgezogenem, hufeisenförmigem Grundriss. 
Neben menschlichen Knochen wurden Scherben von Keramikgefäßen und Ahlen aus Knochen und Bronze gefunden. Die Verstorbenen waren in Gewändern bestattet worden, die von Knöpfen aus Knochen zusammengehalten wurden. Die zweite Nutzungsphase begann in der talayotischen Zeit um 850 v. Chr. und dauerte etwa 200 Jahre. Die Bestattungen erfolgten auf den Resten des bereits eingestürzten Dachs.

## Nominierung für Weltkulturerbeliste
Die Protonaveta von Son Olivaret gehört zu den 32 archäologischen Stätten, die Spanien am 14. Januar 2016 als „Talayotische Kultur Menorcas“ offiziell für eine Aufnahme in die UNESCO-Liste des Welterbes vorschlug. Das Welterbekomitee stellte den Antrag auf seiner 41. Sitzung im Juli 2017 zurück und forderte Nachbesserungen. Zu den 24 Stätten die 2023 als „Talayotisches Menorca“ Weltkulturerbe wurden, gehört die Protonaveta nicht.